# Daidzeină
Daidzeina este o izoflavonă naturală. În plante, izoflavonele sunt biosintetizate pe calea fenilpropanoidelor, fiind metaboliți secundari cu rol de semnalizare și de protecție împotriva factorilor patogeni.

## Activitate
La om, cercetările au indicat faptul că daidzeina poate fi utilizată pentru simptomele din menopauză, osteoporoză, având capacitatea de a micșora colesterolul seric și riscul cancerelor hormonale. În ciuda efectelor identificate, utilizarea izoflavonelor în terapie este limitată de hidrosolubilitatea scăzută și de biodisponibilitatea scăzută.

## Derivați
- Gliceolină, un tip de fitoalexină[4]

### Glicozide
- Daidzină, 7-O-glucozida daidzeinei
- Puerarină, 8-C-glucozida daidzeinei